# Euplexaura taboguilla
Euplexaura taboguilla is een zachte koraalsoort uit de familie Plexauridae. De koraalsoort komt uit het geslacht Euplexaura. Euplexaura taboguilla werd in 1930 voor het eerst wetenschappelijk beschreven door Hickson. 